# 丹尼斯·泰勒
丹尼斯·泰勒（英語：Dennis Taylor，1949年1月19日—）生於英國北愛爾蘭蒂龍郡考利斯蘭（Coalisland），是一名退役的斯諾克選手，及現任英國廣播公司斯諾克評述員。泰勒以他的幽默感和標記式的特大眼鏡聞名於世。勝出過兩次排名賽，他最為人所熟知的事蹟是於1985年的世界錦標賽中獲勝，以最後一個黑球擊敗當年近乎無敵的史蒂夫·戴維斯，這場賽事被公認為運動史上最經典的決賽之一。

## 職業生涯
泰勒於1971年成為職業選手並於1973年於1973年第一次打進世錦賽，第一輪小敗於克里夫·桑本。在1975年及1977年皆於準決賽落敗後，於1979年第一次打進職業生涯的第一個重要賽事的決賽──世錦賽，卻以24-16輸給了第一回進世錦賽的特里·格里菲斯。他第一次排名賽的勝利於1984年到來，他在大師賽的決賽中以10-2擊敗了克里夫·桑本。
他於1985年第二次進入世錦賽決賽，對手是史蒂夫·戴維斯，世界排名第一、衛冕世界冠軍兼1980年代稱霸斯諾克球壇的選手。泰勒於第一部分以8-0落後，但反彈追回7-9及15-17，最終於17-17平手。在叫人極度緊張的最後一局，比分為戴維斯以66-42領先，球桌上只餘棕、藍、粉紅及黑球。此時戴維斯只要打進棕球便勝出，而泰勒則需把全部球都打進才行。他遠距地把棕球打進了袋，他說這球是他在壓力下表現得最好的一球。一個難處理的藍球和一個困難的粉紅球都進了，將比分拉至62-59，使得這成為有史以來第一次冠軍只由一個黑球決定。戴維斯在一記微妙的側擊後未能將球擊進上袋，泰勒最後成功打入黑球，在心滿意足的場景下，這次愛爾蘭選手於36歲的相對高齡下舉起了夢寐而求的奬盃。戴維斯後來冷淡地評說那賽果是「白紙黑字」地擺在眼前。
他幾個月後又打進了格蘭披治的決賽，對手依然是戴維斯，賽事也依然要打到決勝局，但這次是10-9輸掉。跟其他所有第一次世界冠軍一樣，在次年回到克魯西布劇院屈服於「克魯西布的詛咒」（即自世錦賽遷到克魯西布劇院後，沒有一個首次冠軍能成功衛冕）之下，並於首輪以10-6輸給了邁克·哈雷特。1987年，他贏得了大師賽的冠軍，以9-8擊敗了亞歷克斯·希金斯。在北愛蘭隊在斯諾克世界盃決賽上輸給了加拿大隊後的一場爭執中，就是希金斯揚言會找人幹掉泰勒。泰勒以可理解的認真去對待這個恐嚇，而在二人以後的下一次對賽，在愛爾蘭大師賽中，泰勒下決心要勝出，而他亦做到了。年輕的肯·達赫蒂也出席了那場賽事。他最後進入了決賽，但由於在對希金斯賽事的情感消耗而以9-4敗給了史蒂夫·戴維斯 。泰勒與希金斯二人後來和解了。
泰勒以他打球時戴的眼鏡而聞名，大鏡框大概是為了給他在桌上有一個更廣闊的視野。也有人戲稱那眼鏡為「眼罩」。他左手打球時的成績也是相對令人滿意的。
泰勒現在跟特里·格里菲斯等幾個這類人物一起為英國廣播公司一年四次的斯諾克電視轉播擔任評述。他也曾出現在不少電視節目中。

## 奪冠情況

### 排名賽優勝
- 世界錦標賽 - 1985
- 斯諾克格蘭披治 - 1984

### 非排名賽優勝
- 愛爾蘭職業錦標賽 - 1980, 1982, 1985, 1986, 1987
- 斯諾克大師賽 - 1987
- 世界花式撞球賽 - 1997, 1998